# Броневая каретка Шумана

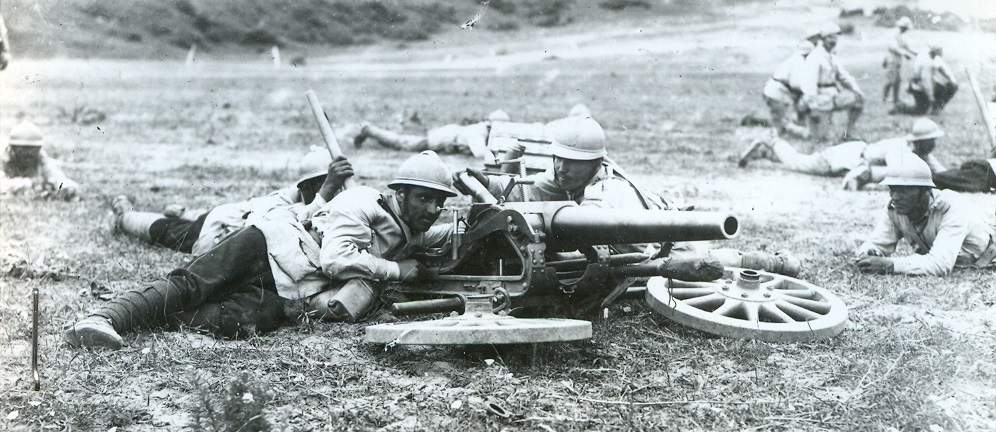
Gruson-53-mm-model-1916

Броневая каретка (нем. Fahrpanzer, сокращение от нем. Fahrbare Panzerlafette, буквально — «Самоходный бронелафет») — башенная артиллерийская установка. 
Бронекаретка известна также под названиями 5,3 см L/24 Fahrpanzer Gruson и Бронекаретка Шумана (нем. Schumann Panzerlafette/Fahrpanzer). Бронекаретка — лёгкая подвижная, установленная на колесах (для передислокации), броневая конструкция для малокалиберной артиллерии, перевозимая лошадьми, паровой тягой (железная дорога) или автомобилями и устанавливаемая для применения в сделанные в бетонном бруствере гнёзда. Бронекаретка изготавливалась в нескольких модификациях, на разных заводах и различным калибром артиллерии. Последние экземпляры были сняты с вооружения ВС Швейцарии в 1947 году.

## История
В конце XIX века произошло заимствование судовой вращающейся броневой башни, для её использования в береговой и сухопутной артиллерии и фортификации, но в условиях сухопутной вооружённой борьбы стационарная вращающаяся броневая башня не дала такого эффекта, как при использовании на корабле. В этой связи германский инженер майор Максимильян Шуман, уже около 1880 года, оформляет оригинальное предложение о применении в сухопутной фортификации бронезакрытий, обеспечивающих несколько больший манёвр огневого вооружения. Он вместе с инженером Германом Грузоном предлагает скрывающуюся броневую башню и так называемую бронекаретку Шумана , представляющую собой по существу легкую вращающуюся броневую башню, перемещаемую с помощью конной или паровой тяги (позднее автомобилями) на ту или иную заранее подготовленную огневую позицию. Первые партии броневой каретки изготовлены на заводе в Букау вблизи Магдебурга.
Бронекаретка позволяла решить вопросы сохранности имущества (хранились до особого периода на складах, а не на позициях) позволяла усилить те или иные позиции укреплённых районов, переброской гужевым или железнодорожным транспортом, на угрожаемых направлениях, по мобилизации.
В условиях «окопной войны» эффективным оружием была бронетехника. Во время Первой мировой войны существовали образцы бронетехники и с конной тягой. Такое устройство было способно вести огонь по неприятелю прямой наводкой невзирая на ответный огонь из стрелкового оружия. Образцы имелись в распоряжении германской армии. Такое устройство в отличие от тачанки было предназначено для стрельбы из артиллерийского окопа, защищавшего уязвимые части подвески и броневую дверцу. Устройство могло быть разборным, и подвеска могла быть убрана после установки его в укрытие.
«Фортификационный словарь» полковника В. Ф. Шперка, преподавателя ВИА:
«Бронекаретка — легкая подвижная, установленная на колесах, броневая конструкция для малокалиберной артиллерии, перевозимая лошадьми и устанавливаемая в сделанные в бетонном бруствере гнезда. Предложена в конце XIX в. германским инженером Шуманом. В первую мировую войну 1914 — 18 гг. немцы их использовали для укрепления полевых позиций.»

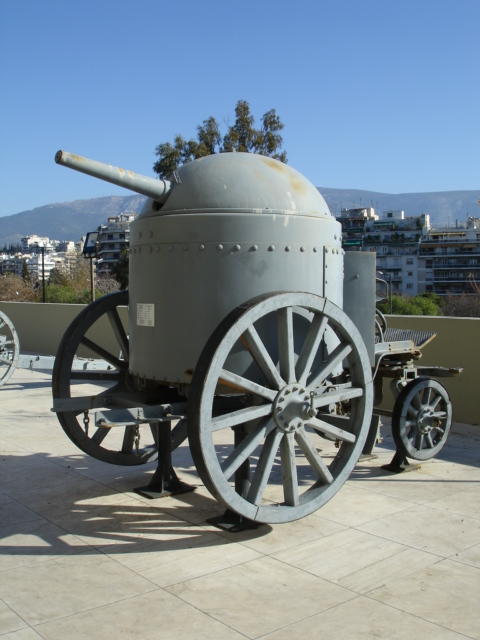
Пушечная (57 мм) броневая платформа с конной тягой (перевозка) болгарской армии времен Первой мировой войны

На позиции.

Наглядное представление о том, как перевозилась бронекаретка и как использовалось даёт «Фиг. 12» отсюда (Статья из Военной Энциклопедии 1911—1915 года)
Бронекаретки, башни, перевозимые на лошадях, как орудийн. системы. Типом подобной бр-каретки служит башенка зав. Круппа (фиг. 11-12). Такие башни устраиваются для 37-мм., 53-мм. и даже 65-мм. орудий. Верхняя часть башни (к-л) вращается с орудием на нижней; угол возвышения орудия 10°; склонения 5°. Для перевозки башня накатывается на дроги, под которыми укреплено звено рельсов ЗР; при установке на место звено это укладывается на пол бетонной или земляной ниши, сцепляется с рельсами дрог, и затем башня легко перекатывается в нишу и закрепляется в ней особыми штырями. В настоящее время башни эти перевозятся на автомобилях. По грунтовым дорогам башни эти движутся, не отставая от пехоты.
Бронебашенные установки в крепостях // Военная энциклопедия : [в 18 т.] / под ред. В. Ф. Новицкого … [и др.]. — СПб. ; [М.] : Тип. т-ва И. Д. Сытина, 1911—1915.

При расположении бр-кареток, выгоднее всего размещать их на таких участках фортов, где они укрыты от прямых поражений с фронта, т. е. по преимуществу на боков. фасах фортов, за траверсами, или у горж. углов. На напольн. фасах их располагать невыгодно, т. к. слабость к-ла и стенок каретки (в особ-сти при расположении в землян. брустверах) совершенно не гарантирует её от разрушения. Наиболее рациональным является установка кареток в окопах на промежутках между фортами, для обстреливания проходов между участками междуфортовых позиций и т. п. 

Бронекаретки завода Шкода (Скода) (Австрия (Чехия)) для 57-мм скорострельной пушки длиной 25 кал. На этом типе броневой каретки броневой купол толщиной 25 мм укреплялся на станинах лафета, вместе с которыми и вращался. Корпус всей установки в плане имел вид прямоугольника; орудие обладало малым откатом, наводка прямая; обслуживающая команда (экипаж) два человека. Перевозилась каретка по обыкновенной или узкоколейной железной дороге. На боевой позиции броневая каретка устанавливалась на деревянной платформе, на которую плотно садилась своей основной рамой при повороте коленчатых осей катков, служащих для перемещения каретки на небольшие расстояния. Общий вес установки без боеприпасов 2200 кг.
Бронекаретки применялись для укрепления позиций в Первую мировую войну 1914 — 1918 годов, в качестве стационарного средства, а не подвижного, в несколько усовершенствованном виде «Бронекаретка» Шумана просуществовала вплоть до 1918 года, но не получила признания и широкого применения, в Германии и Австро-Венгрии, где её изготавливали. В Швейцарии была снята с вооружения в 1947 году

## Страны-эксплуатанты
- Австро-Венгрия — на вооружении до распада Австро-Венгрии в 1918 году
- Болгария — во время первой мировой войны Австро-Венгрия передала Болгарии несколько бронекареток Шумана, но в 1918 году, после перехода войск Антанты в наступление, они были захвачены французской Восточной армией (в дальнейшем, французы передали их греческой армии)[3].
- Греция — трофейные бронекаретки, ранее использовавшиеся болгарской армией
- Швейцария — приняты на вооружение под индексом 5,3-см пушка № L24 1887 Gotthard, использовались в фортах Айроло, Stöckli и Санкт-Мориц (Дейли), последние были сняты с вооружения в 1947 году.

## Галерея

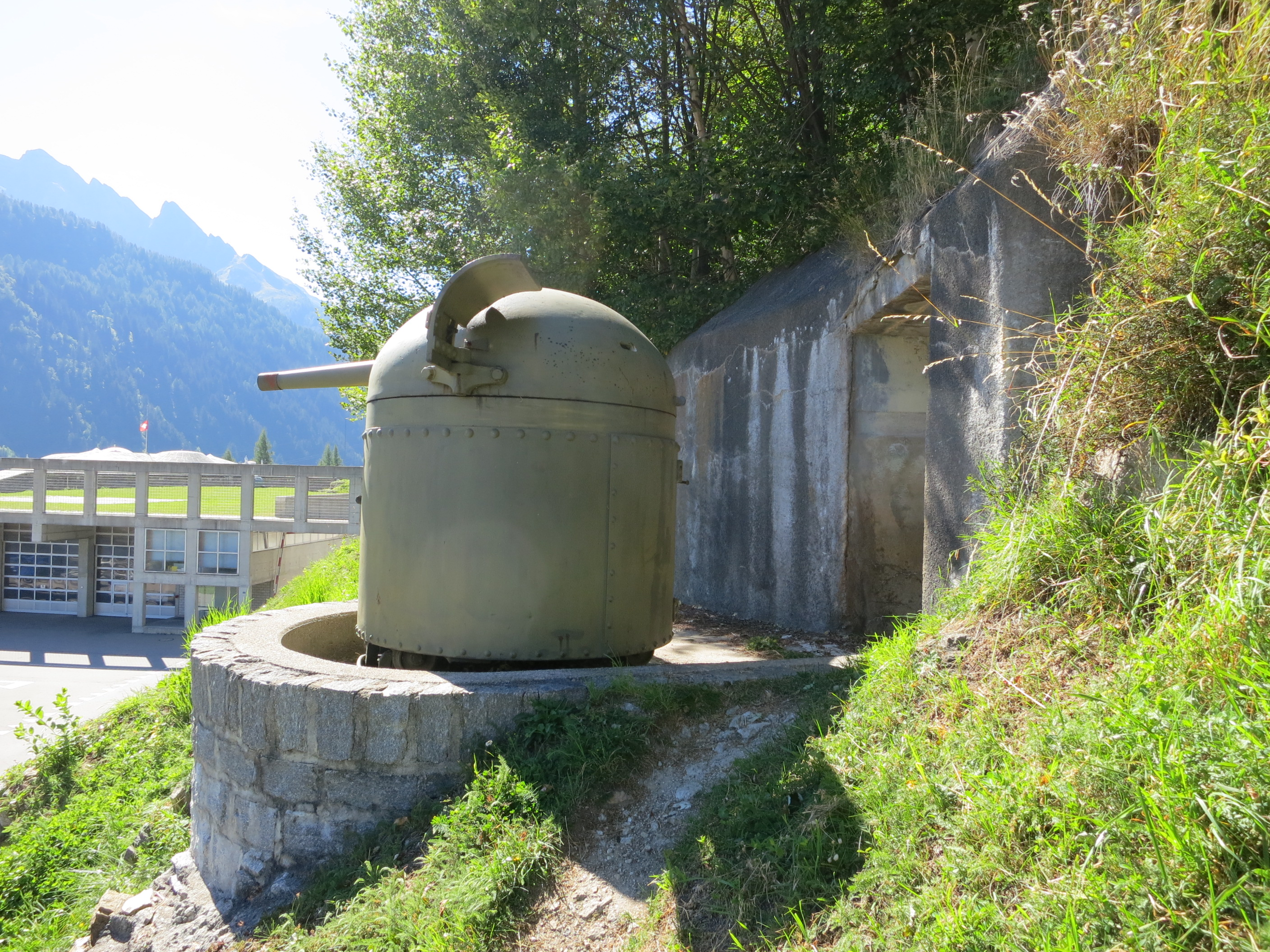
Бронекаретка в форте Айроло, Швейцария.
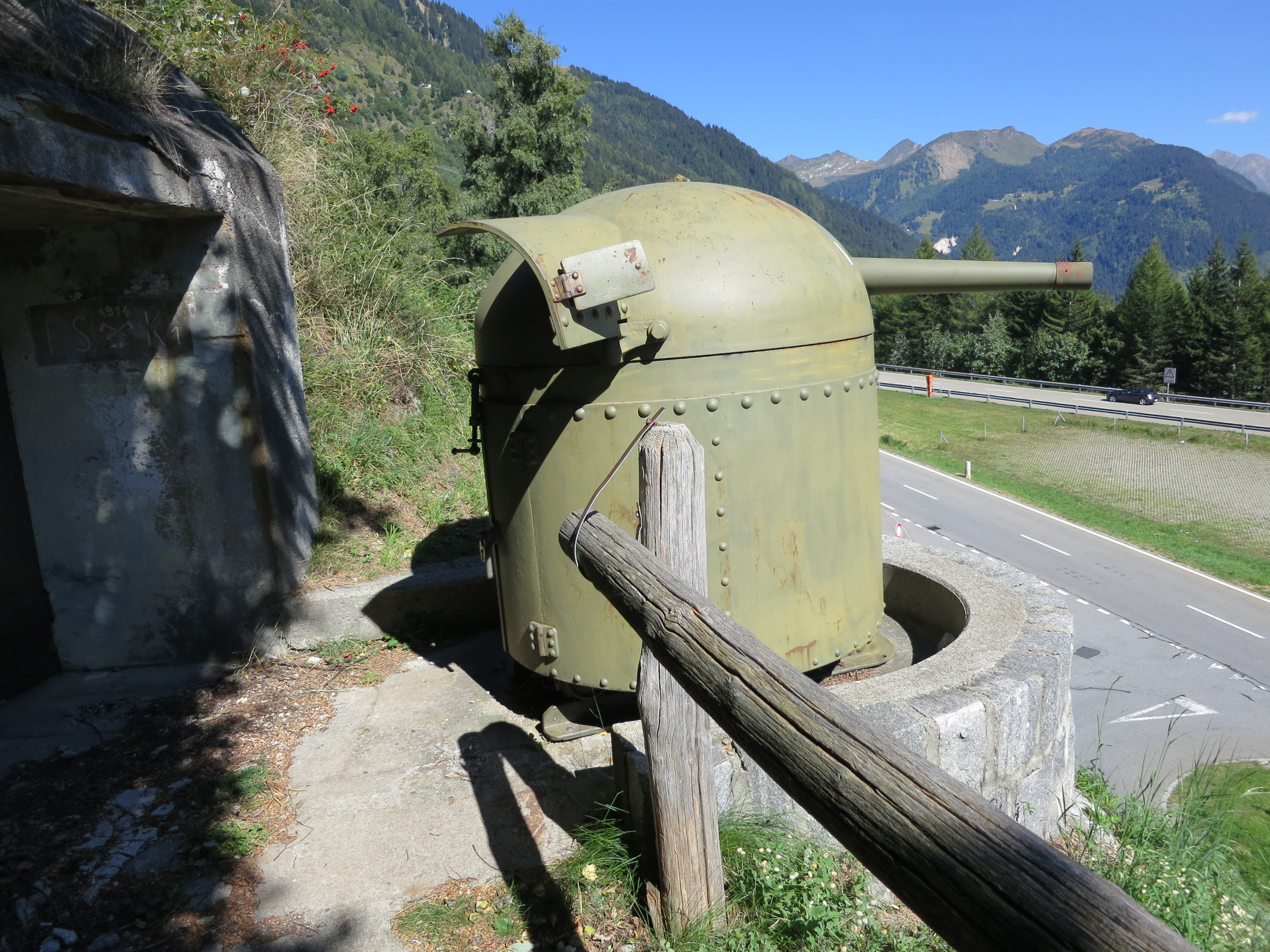
Бронекаретка в форте Айроло, Швейцария.
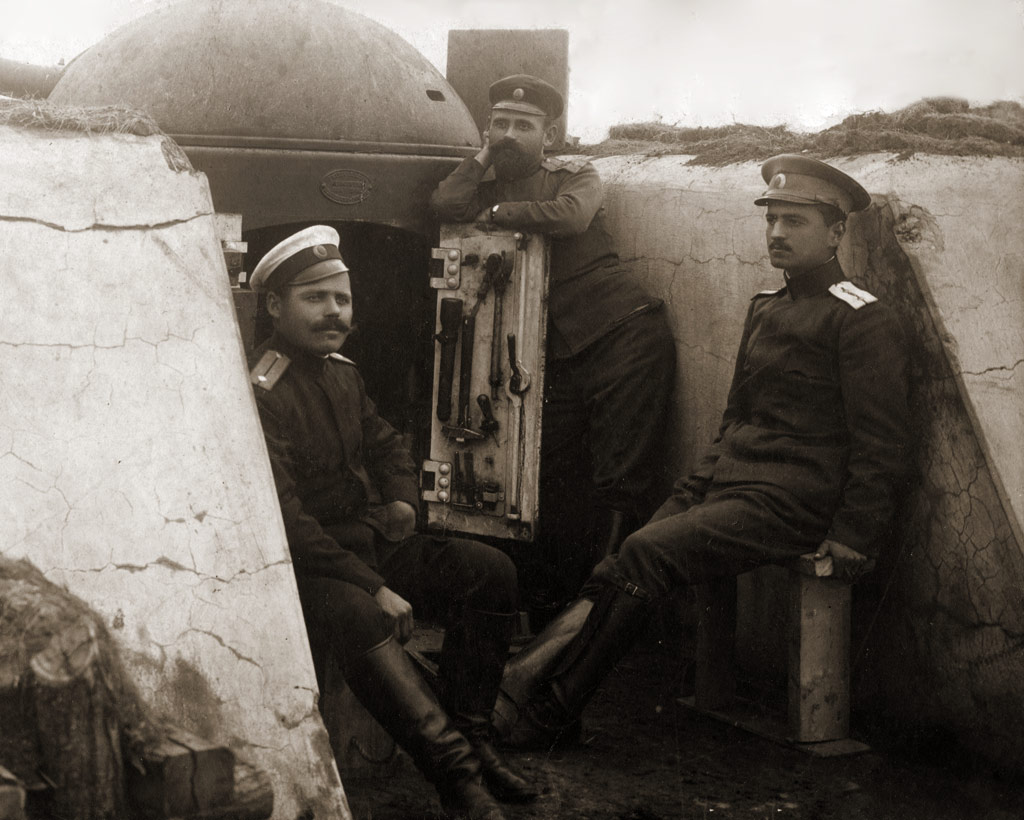
Бронекаретка в Болгарии, 1910 — 1920 года.
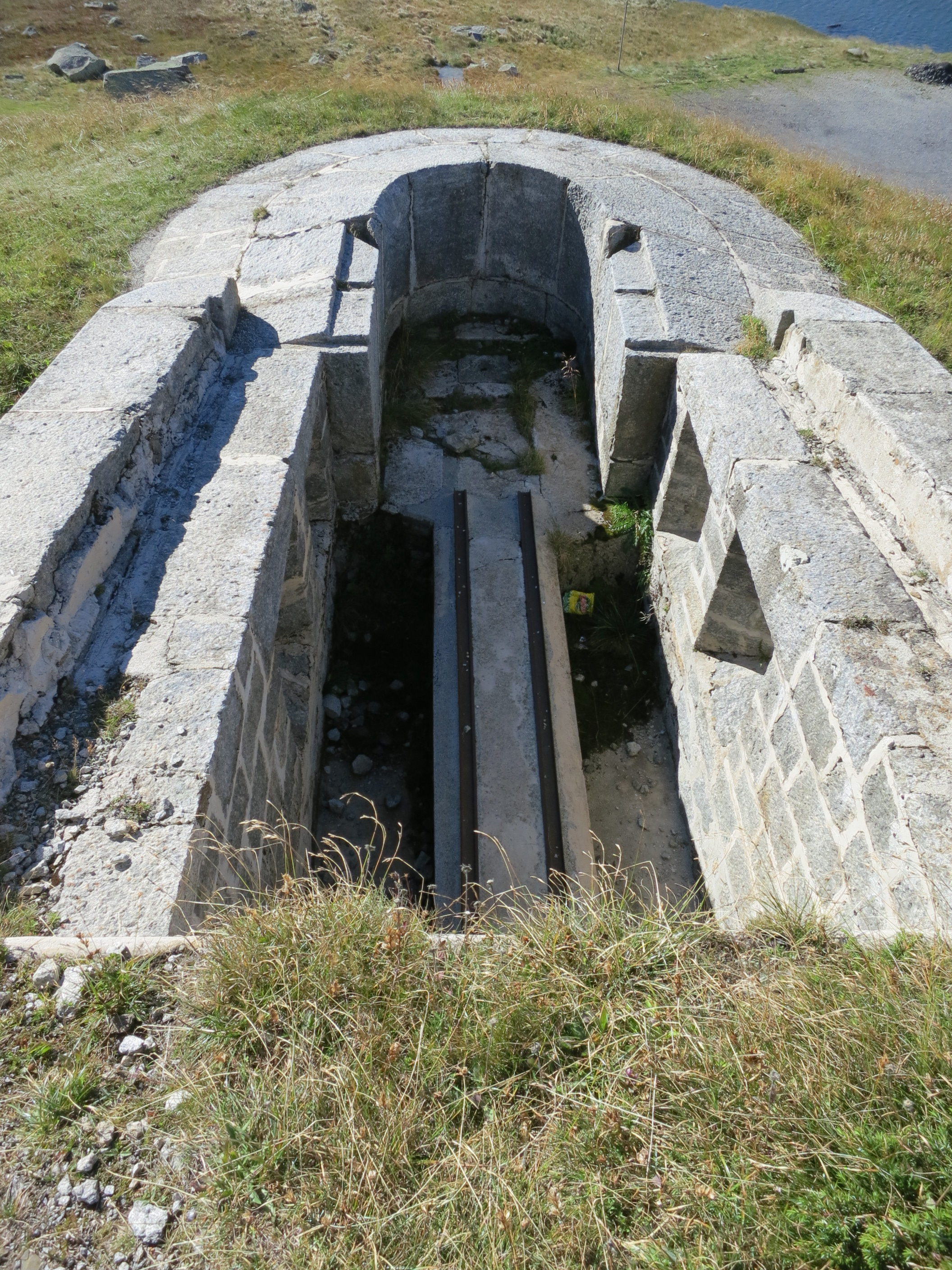
Гнездо, в бетонном бруствере, для бронекаретки, форт Хоспиц, Швейцария.
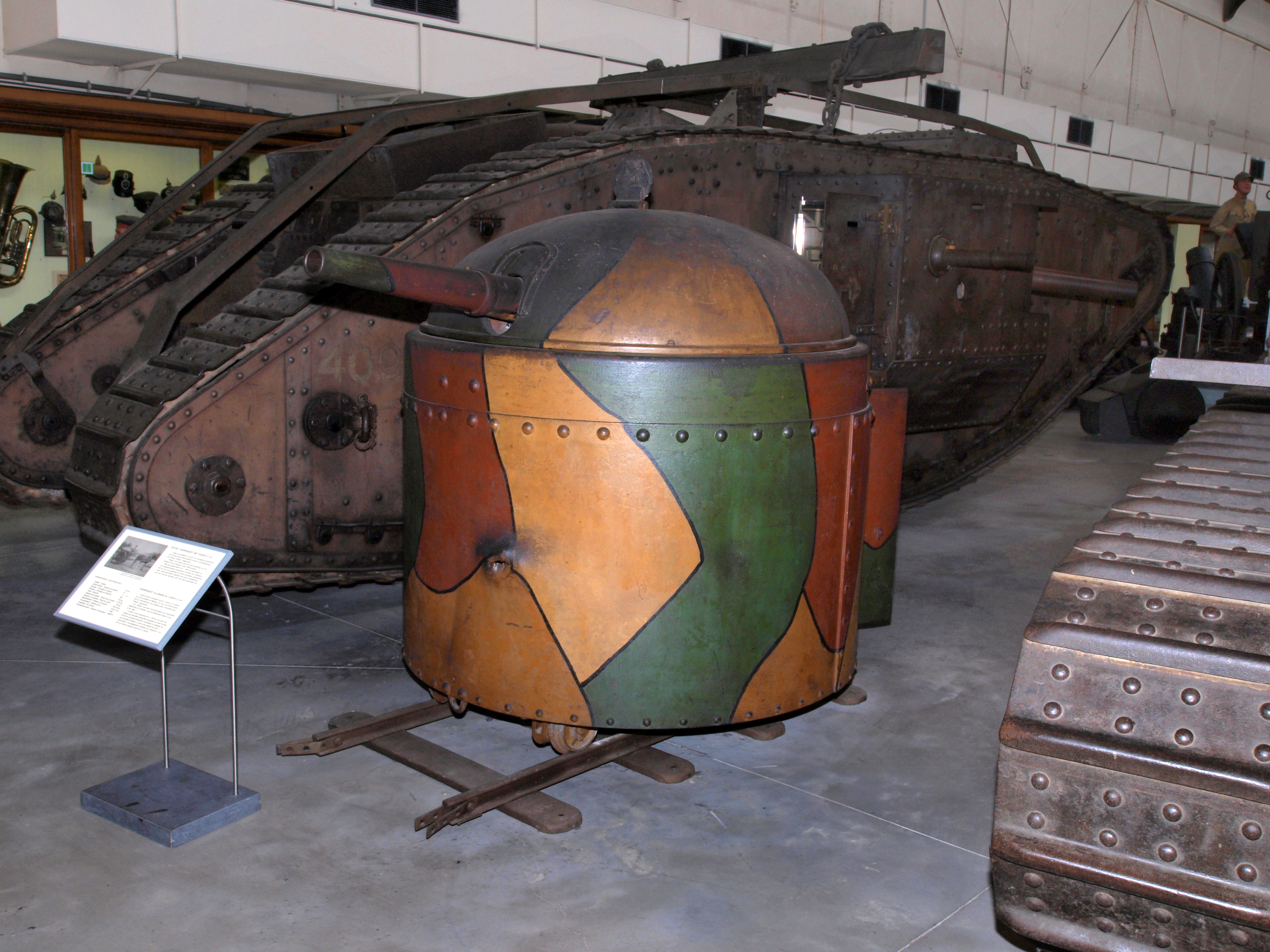
Бронекаретка, в камуфляже, на рельсах, в музее Брюсселя, Бельгия.

## См. также

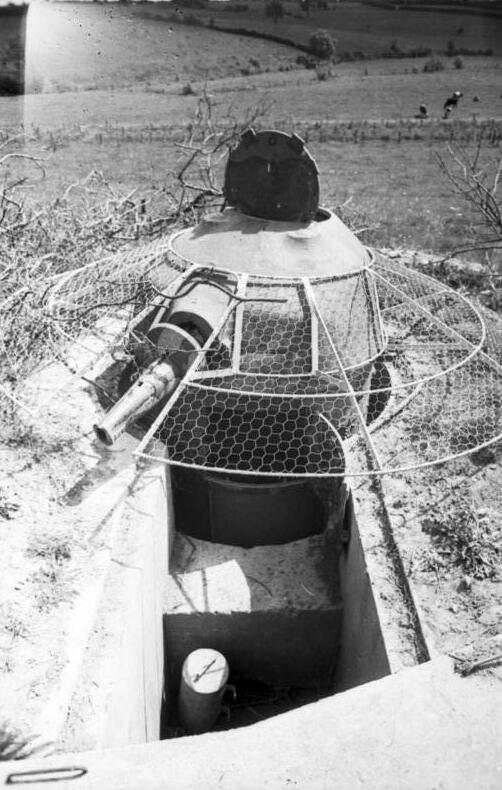
Tourelle démontable STG